# Maajid Nawaz
Maajid Usman Nawaz (ourdou : ماجد نواز, [ˈmaːdʒɪd̪  naːwaːz] ; né le 2 novembre 1977) est un activiste, auteur, journaliste et politique britannique. Il a été le candidat des Libéraux-démocrates pour le siège de Hampstead and Kilburn à Londres lors des élections générales de 2015. Il est aussi cofondateur et président du think-tank anti-extrémiste Quilliam, qui cherche à contrer les discours de l'islam radical.
Maajid Nawaz est un ancien membre du groupe islamiste Hizb ut-Tahrir. Cette association a conduit à son arrestation en Égypte en décembre 2001, où il est resté emprisonné jusqu'en 2006. Pendant son incarcération, la lecture de livre sur les droits de l'homme et l'interaction avec Amnesty International, qui le considérait comme prisonnier d'opinion, ont résulté en une remise en question de ses convictions. En 2007, Maajid Nawaz a quitté Hizb-ut-Tahrir, et a renoncé à son passé islamiste. Il appelle désormais à un Islam laïque.

## Opinions

### Islamisme, radicalisation et déradicalisation
Selon Maajid Nawaz, nous sommes passés de l'ère de l'État-nation et de la mondialisation, où l'identité est définie par la loyauté à un pays et sa nationalité, à celle de l'« Âge du comportement » où le comportement est façonné par des idées, des narratifs et des loyautés transnationales.

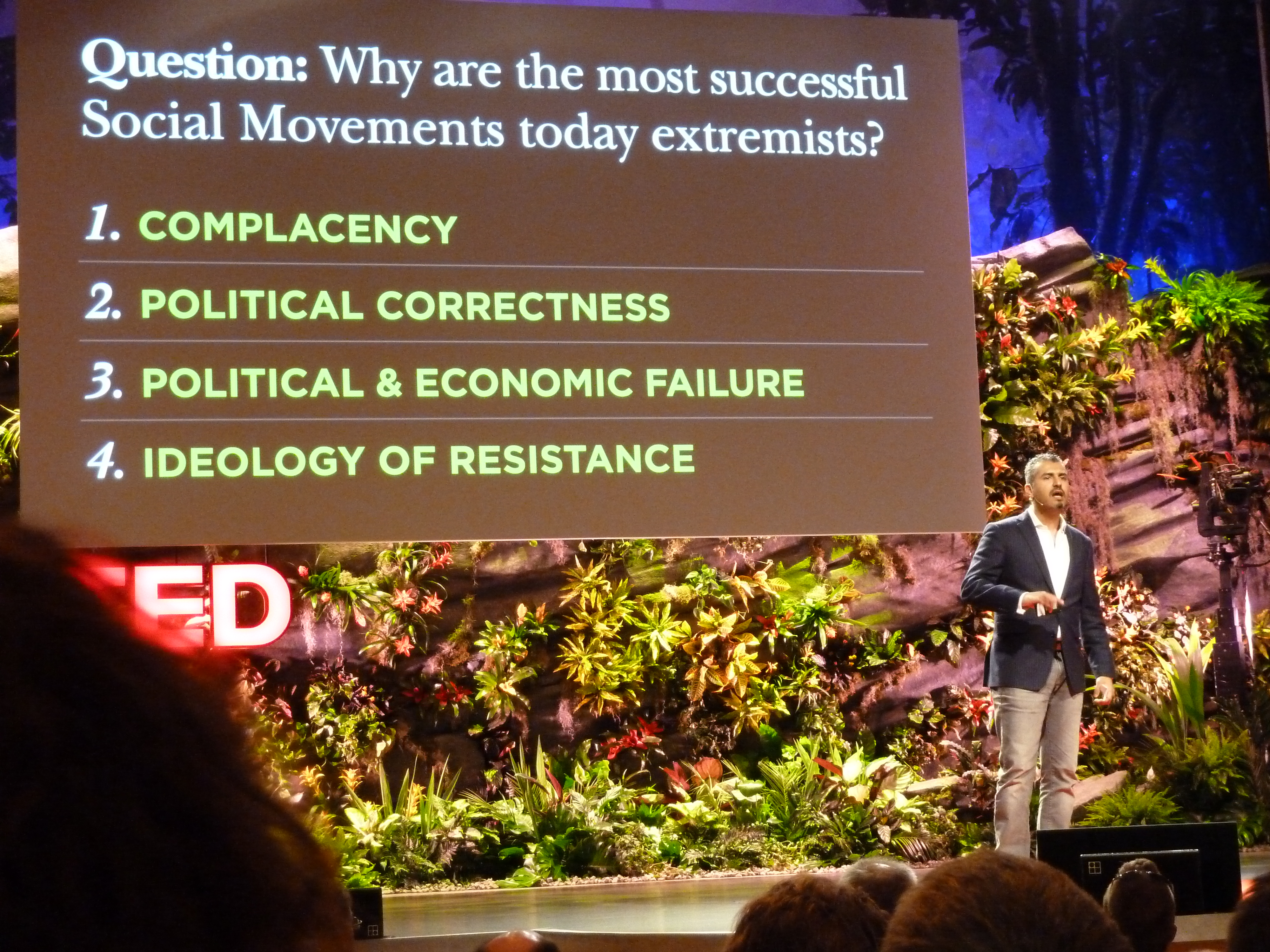
Maajid Nawaz pendant une conférence : Une culture globale pour combattre l'extrémisme.

Nawaz souligne la nature extrémiste des mouvements sociaux transnationaux contemporains. Qu'ils soient le néo-fascisme européen ou l'islamisme mondialisé, ils marginalisent, par leur discours violent, les défenseurs de la démocratie dans le monde. Maajid Nawaz critique le politiquement correct, et la timidité des démocrates à faire valoir l'universalité des aspirations et normes démocratiques. Il met aussi en évidence l'échec de nombreux États du monde musulman comme facteur aggravant. Selon lui, il y a une absence de choix démocratique dans de nombreux pays à majorité musulmane. Ce qui signifie que les partis démocratiques se retrouvent souvent en concurrence avec des partis non-démocratiques qui ne souhaitent pas de démocratie (partis théocratiques, partis soutenus par l'armée, etc.). L'échec d'un parti démocratique est donc perçu comme l'échec de la démocratie.
Selon Maajid Nawaz, tout mouvement social est construit autour d'éléments de base. Pour le critiquer et le contrer, ses éléments doivent être remplacés par des alternatives crédibles. Les quatre éléments sont:
- Idées : Les idées constituent la cause en laquelle les sympathisants croient, par exemple la création d'un califat mondial.
- Narratifs :  Les narratifs constituent les techniques de propagande utilisées pour vendre les idées, par exemple le narratif de l'Occident en guerre contre l'Islam.
- Symboles : Les symboles sont constitués de l'iconographie, des drapeaux, logos, codes vestimentaires, manifestations, etc.
- Chefs :  Les chefs sont les personnalités utilisées comme symboles de la cause et sens du mouvement.

Définition de l'islamisme
Selon Maajid Nawaz, l'islamisme est la volonté d'imposer une version de l'Islam, quelle qu'elle soit, sur la société. Il ajoute que l'islamisme, tout comme le communisme auparavant, se manifeste de différentes façons : des groupes comme les Frères musulmans qui désirent utiliser des moyens démocratiques pour avancer leurs projets; des groupes de nature révolutionnaire, comme Hizb ut-Tahrir, qui cherchent à obtenir le pouvoir par l'entremise de coups d'État ; et des groupes comme Al-Qaïda et l'État islamique qui participent directement à des actes violents. Il marque aussi une différence entre l'islamisme et le fondamentalisme musulman, parce que l'islamisme a cette notion d'ambitions politiques que le fondamentalisme n'a pas.

## Polémiques
Le 25 octobre 2016, le Southern Poverty Law Center insère son nom dans une liste de personnes qu'il désigne comme des extrémistes anti-musulmans, qui comprend aussi des personnages comme Daniel Pipes ou David Horowitz mais aussi Ayaan Hirsi Ali. Dans un article publié dans The Daily Beast, il s'insurge contre cette qualification qu'il estime injustifiée. Il y explique qu'il est partisan d'un islam libéral et qu'il s'oppose à toute forme de théocratie islamique, tout en s'opposant en parallèle aux discours des islamophobes qui s'en prennent à la communauté musulmane dans son ensemble. Il ajoute que la création de ce genre de listes lui rappelle le maccarthysme.

### Essais
- (en) Zeyno Baran, The Pakistan Cauldron : Conspiracy, Assassination & Instability, A&C Black, 2011, 197 p. (ISBN 978-1-4411-1248-4, lire en ligne)
- (en) James P. Farewell, Citizen Islam : The Future of Muslim Integration in the West, Potomac Books, Inc, 2011, 360 p. (ISBN 978-1-59797-982-5, lire en ligne)
- (en) Abdolmohammad Kazemipur, The Muslim Question in Canada : A Story of Segmented Integration, UBC Press, 2014, 224 p. (ISBN 978-0-7748-2731-7, lire en ligne)
- (en) Romain Garbaye et Pauline Schnapper, The Politics of Ethnic Diversity in the British Isles, Palgrave Macmillan, 2014, 217 p. (ISBN 978-1-137-35154-8, lire en ligne)

### Œuvres littéraires
Livres
- (en) Maajid Nawaz, Radical : My Journey out of Islamist Extremism, WH Allen, 2012, 400 p. (ISBN 978-0-7535-4077-0)
- (en) Maajid Nawaz et Sam Harris, Islam and the Future of Tolerance : a dialogue, Cambridge (Mass.), Harvard University Press, 2015, 138 p. (ISBN 978-0-674-08870-2, lire en ligne)

Essais et contributions
- (en) John Gallagher et Eric D. Patterson, Debating the War of Ideas, Palgrave Macmillan, 2009, 264 p. (ISBN 978-0-230-10198-2, lire en ligne) (contribution à un livre)
- Maajid Nawaz, On Blasphemy, janvier 2015 (lire en ligne)